# Berenice Wicki
Berenice Wicki (* 24. September 2002) ist eine Schweizer Snowboarderin. Sie startet in der Disziplin Halfpipe.

## Werdegang
Wicki startete im Februar 2016 in Davos erstmals im Europacup und errang dort die Plätze drei und eins. In den Jahren zuvor ab 2012 nahm sie an der Audi Snowboard Series teil, wobei sie mehrere Podestplatzierungen belegte. Bei den Juniorenweltmeisterschaften 2017 in Laax gewann sie die Goldmedaille. Ihr Debüt im Snowboard-Weltcup gab sie im Dezember 2017 in Copper Mountain, wo sie den 11. Platz belegte und wurde im folgenden Jahr bei den Juniorenweltmeisterschaften in Cardrona Sechste. In der Saison 2018/19 gewann sie mit zwei zweiten Plätzen sowie einem ersten Platz die Halfpipewertung im Europacup. Bei den Juniorenweltmeisterschaften 2019 in Leysin errang sie den fünften Platz. Dort holte sie im folgenden Jahr bei den Olympischen Jugend-Winterspielen die Bronzemedaille. Bei den Snowboard-Weltmeisterschaften 2021 in Aspen errang sie den 17. Platz. In der Saison 2021/22 kam sie mit drei Top-Zehn-Platzierungen auf den 24. Platz im Park & Pipe-Weltcup sowie auf den siebten Rang im Halfpipe-Weltcup. Beim Saisonhöhepunkt, den Olympischen Winterspielen im Februar 2022 in Peking, wurde sie Siebte.
Ihr Vater Jodok Wicki nahm als Segler an den Olympischen Sommerspielen 1988 und den Olympischen Sommerspielen 1992 teil.

## Teilnahmen an Weltmeisterschaften und Olympischen Winterspielen

### Olympische Winterspiele
- 2022 Peking: 7. Platz Halfpipe

### Snowboard-Weltmeisterschaften
- 2021 Aspen: 17. Platz Halfpipe
- 2023 Bakuriani: 8. Platz Halfpipe